# Melikhovo
Ne doit pas être confondu avec Melekhovo.

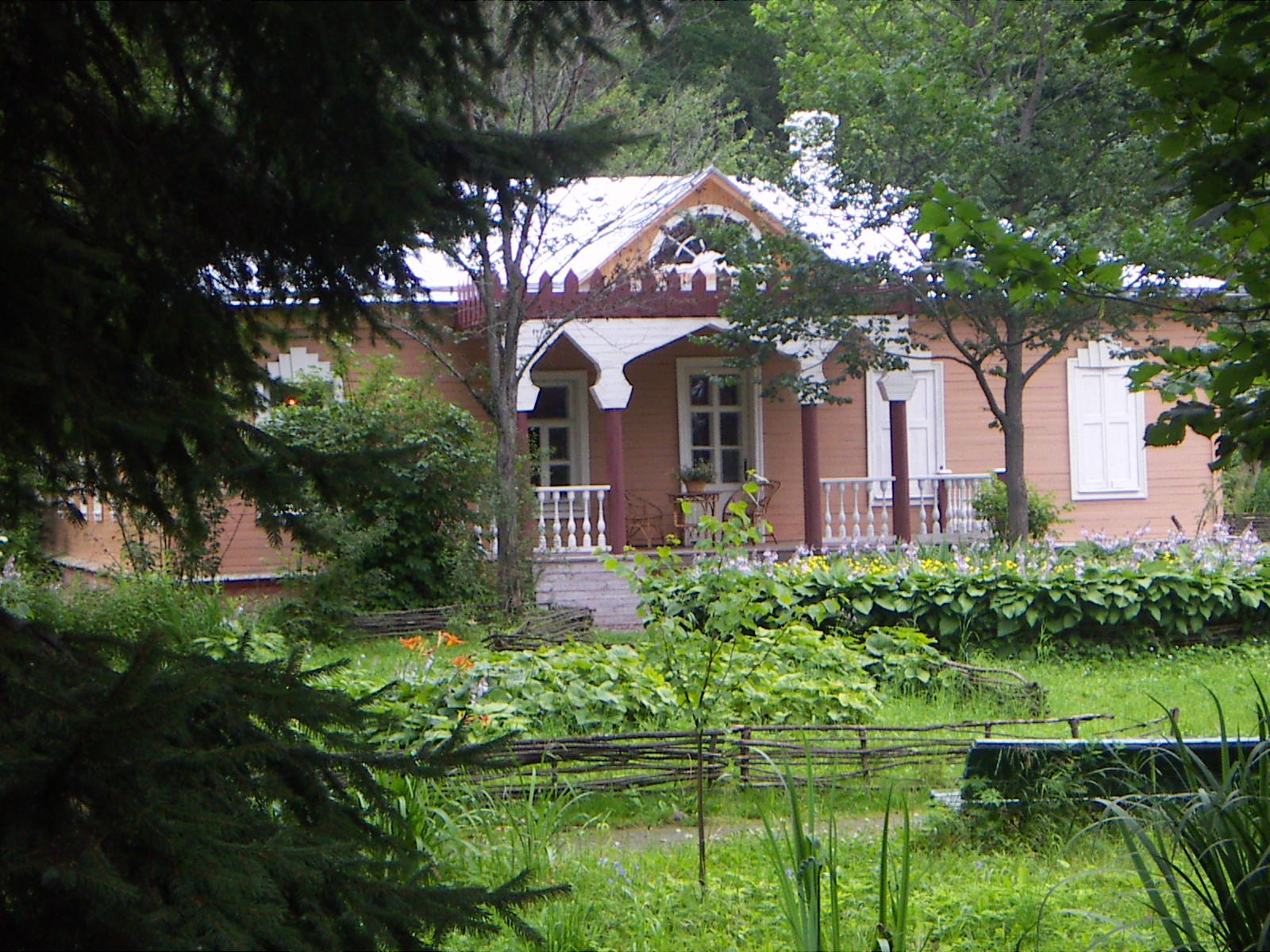
Vue de la datcha de Tchekhov

Melikhovo est le nom du domaine qui abrite le musée Tchekhov, situé dans l'ancienne datcha de la famille Tchekhov, où l'écrivain Anton Tchekhov vécut avec ses proches de 1892 à 1899. 

## Historique
Cette datcha de bois fut vendue par Anton Tchekhov avant son départ pour la Crimée et la construction de sa villa de Yalta. Elle se trouve à 11 km au sud-est de la ville de Tchekhov, renommée ainsi en l'honneur d'Anton Tchekhov, et à 70 km au sud de Moscou, dans l'oblast de Moscou — à son époque à Lopasnia, dans le gouvernement de Moscou.
C'est un musée littéraire consacré à la vie et à l'œuvre de l'écrivain depuis 1944. Son premier directeur fut Piotr Mikhaïlovitch Soloviev et la sœur de l'écrivain Maria Tchekhova lui fut d'une aide précieuse. Outre les documents et objets personnels de Tchekhov (plus de vingt mille pièces), on peut remarquer des tableaux de ses amis, comme Isaac Levitan, Vassili Polenov ou de son frère Nicolas, etc.
Le musée organise des conférences, des représentations théâtrales, des lectures publiques et des festivals de musique. La statue d'Anton Tchekhov dans le jardin est due à Gueorgui Motolinov (1951).

## Illustrations

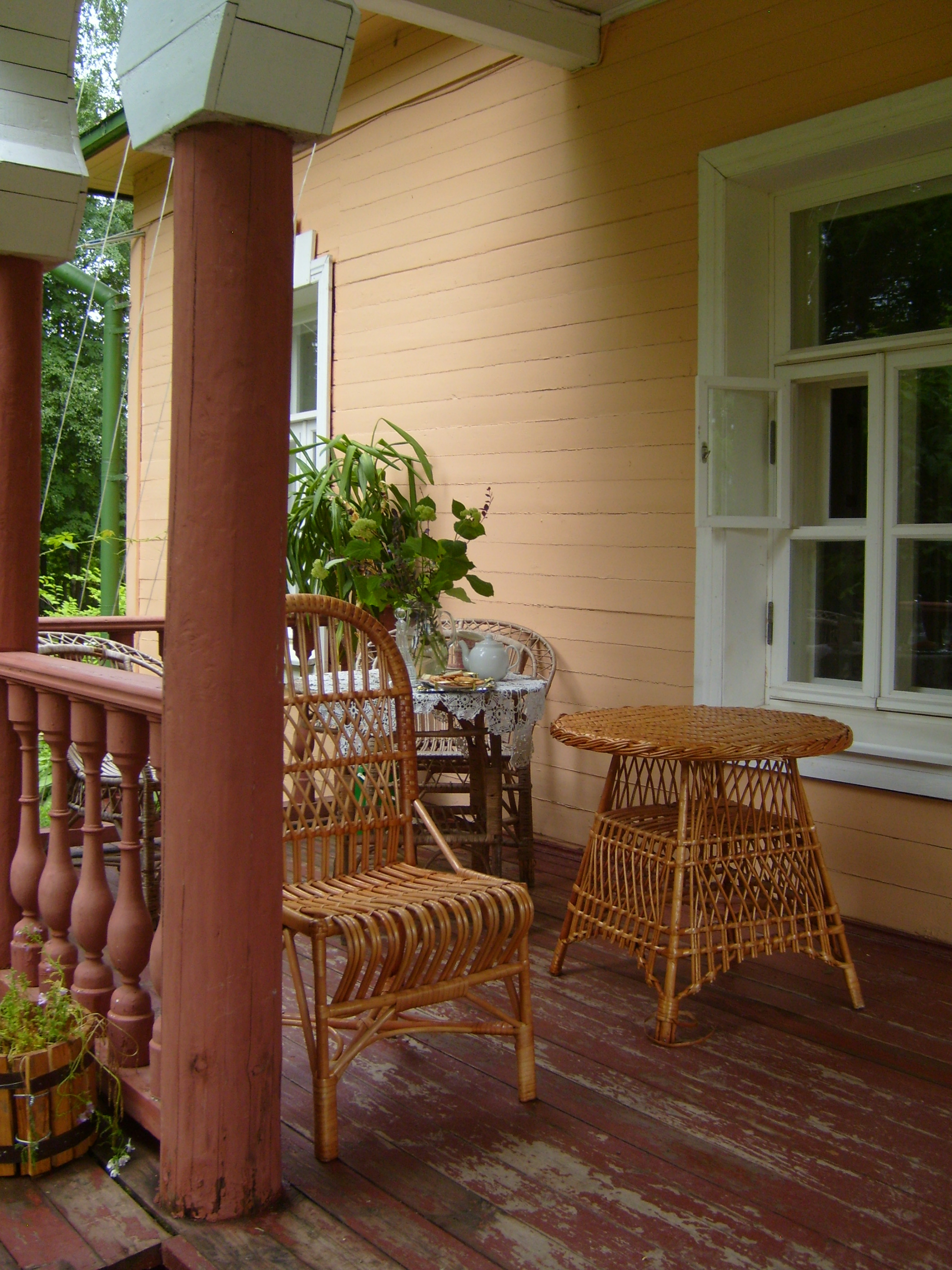
La véranda de Tchékhov
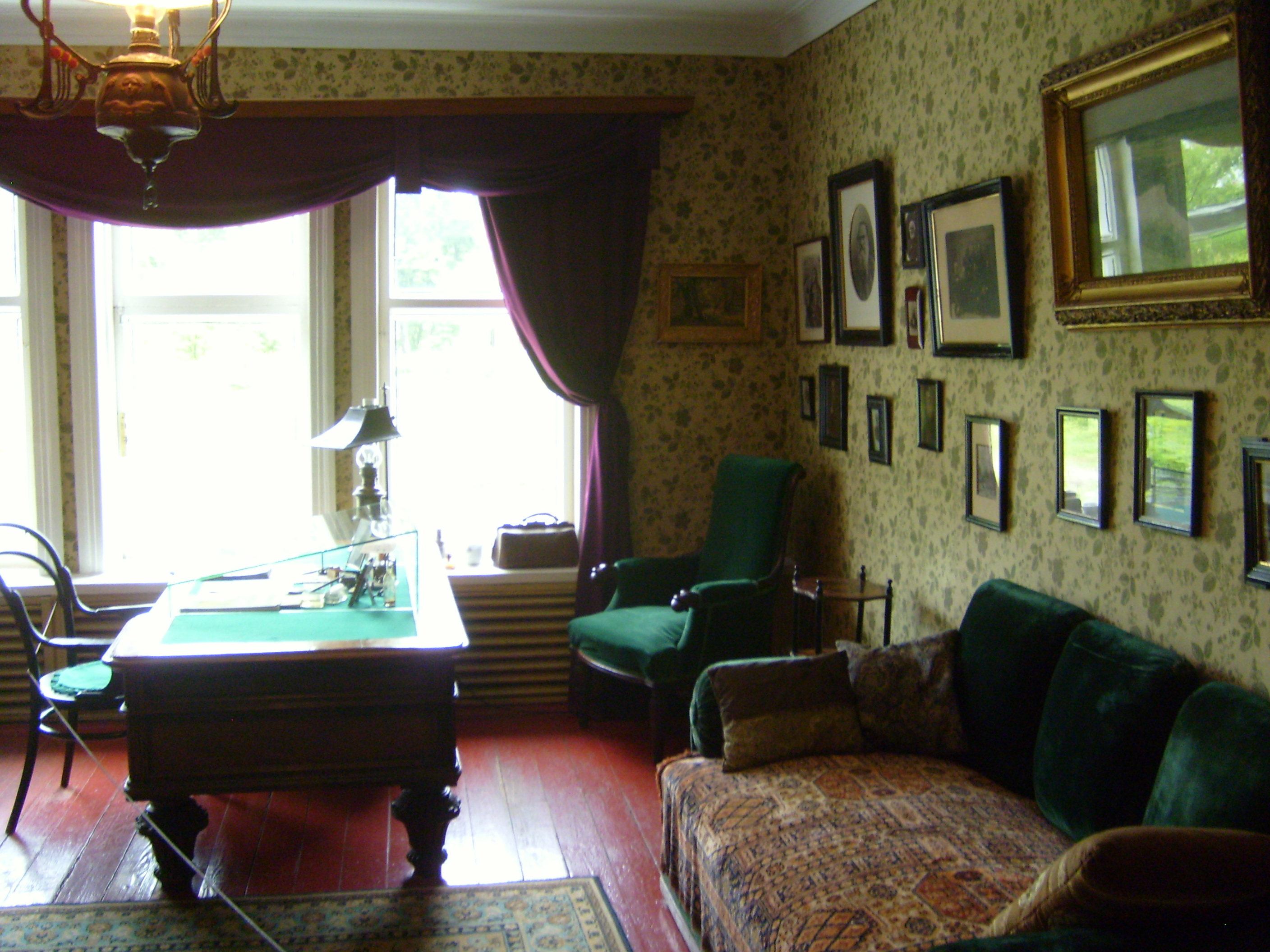
Le bureau de Tchékhov
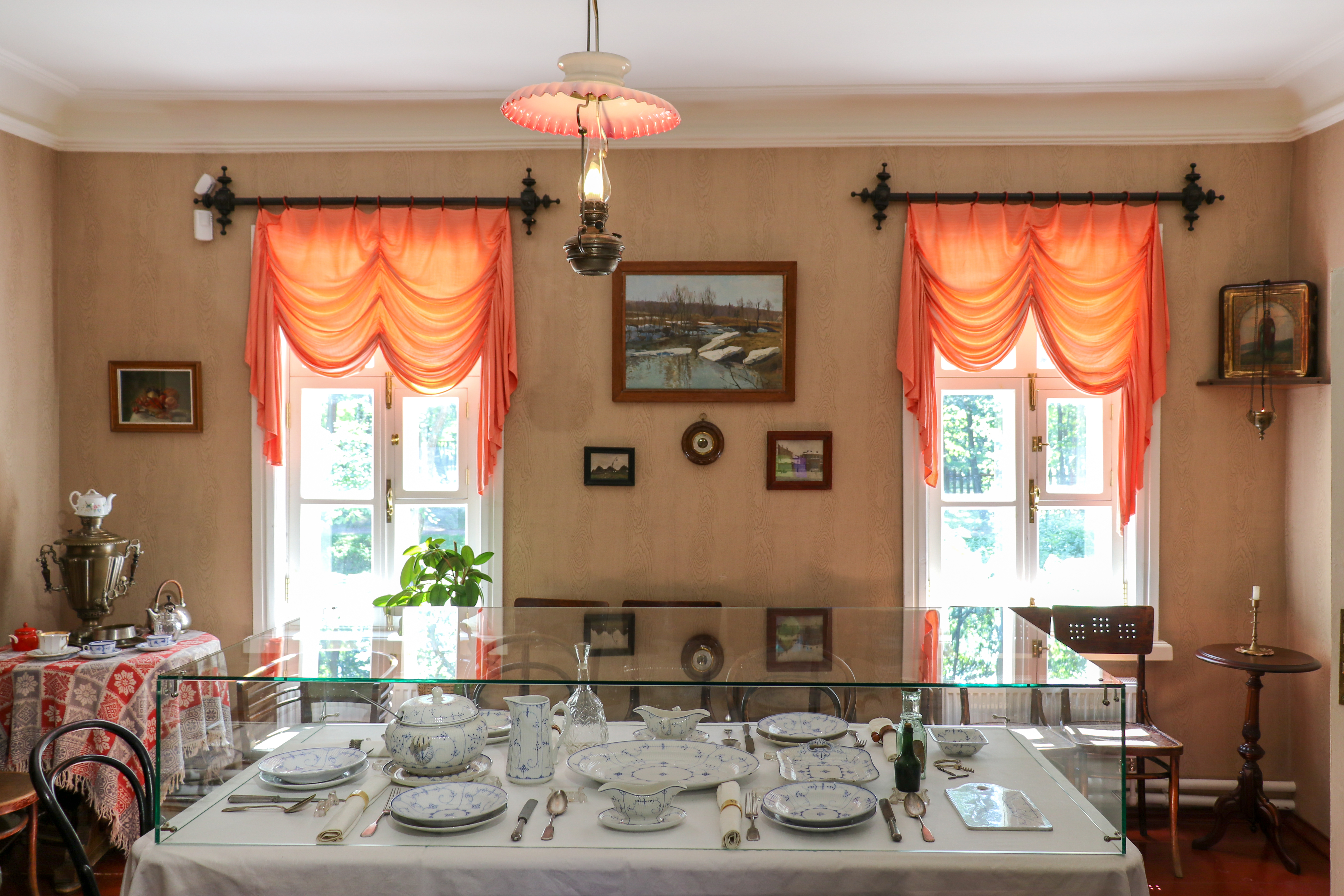
La salle à manger
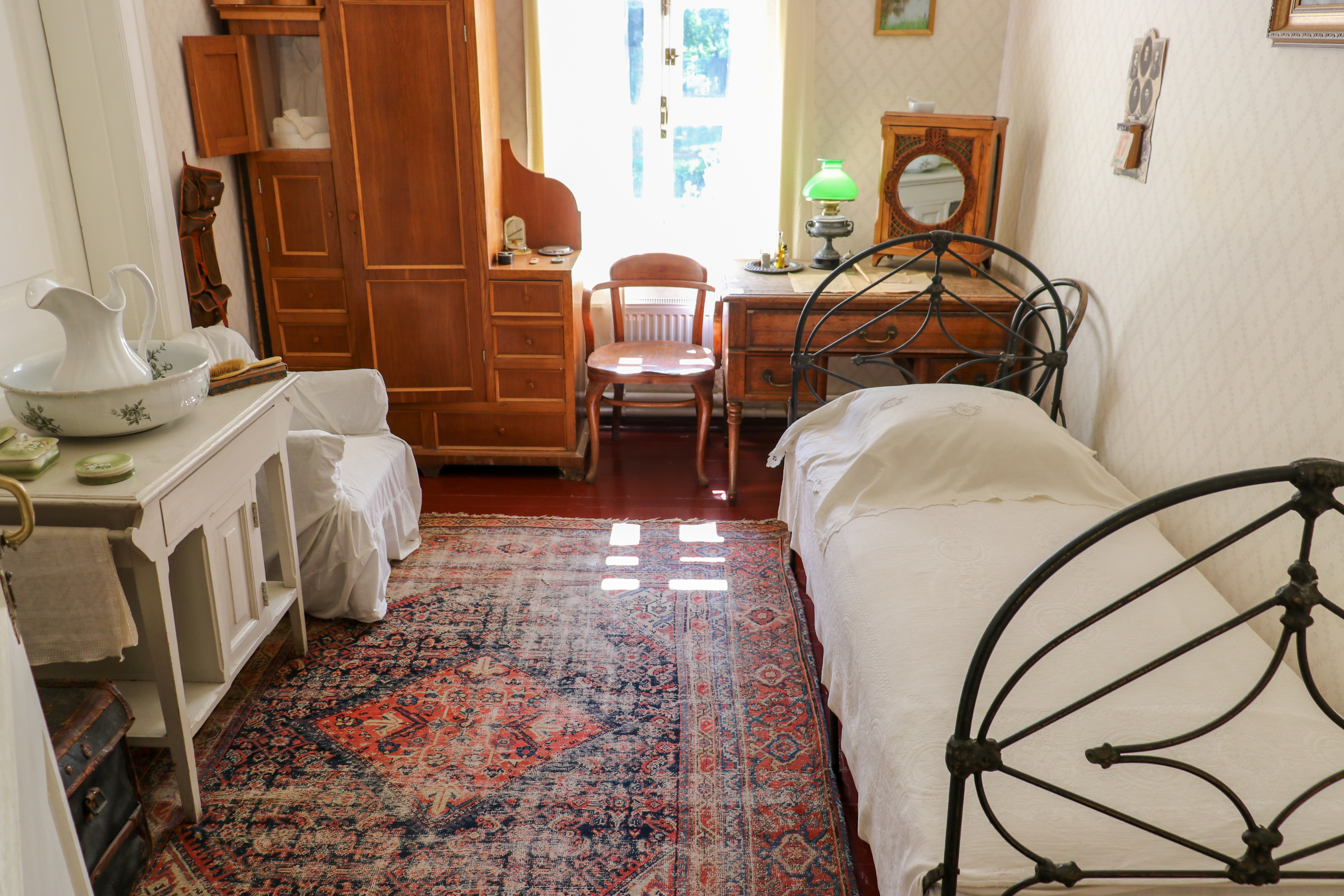
La chambre de Tchékhov
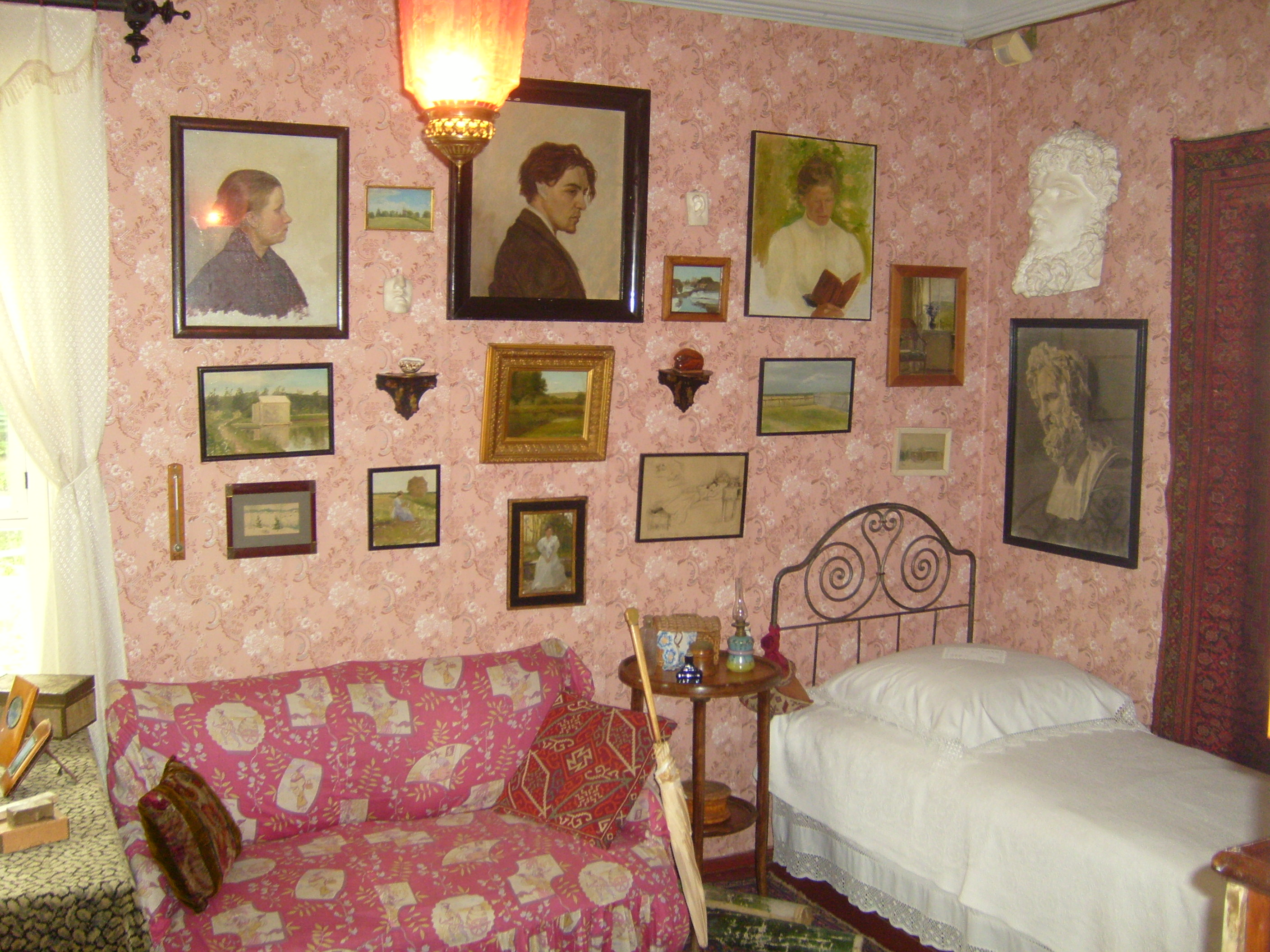
La chambre de sa sœur, Maria Tchekhova
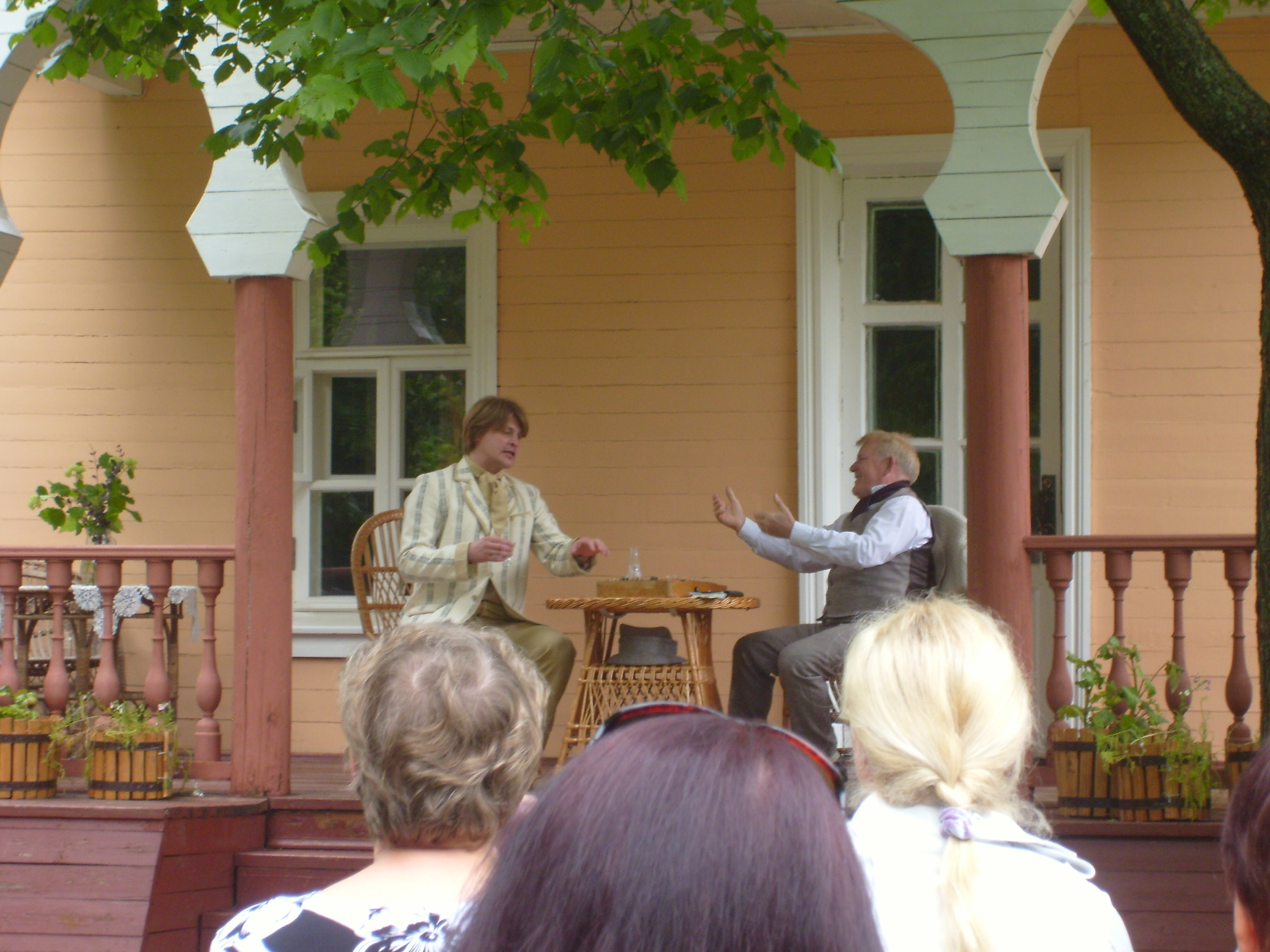
Des acteurs jouent une pièce de Tchékhov dans la véranda en juin 2011
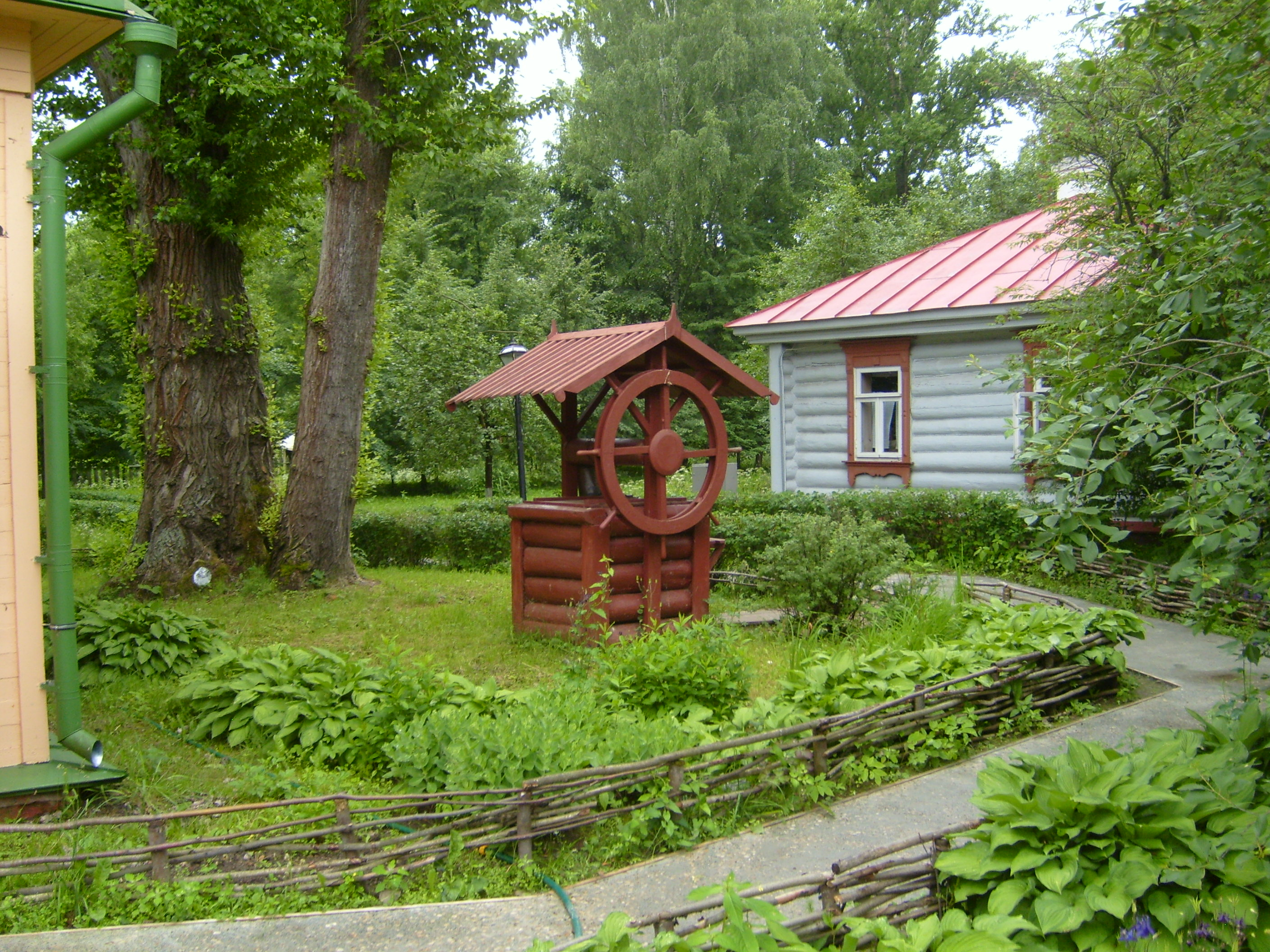
Puits et maison du cuisinier bâtie pour Tchékhov en 1893
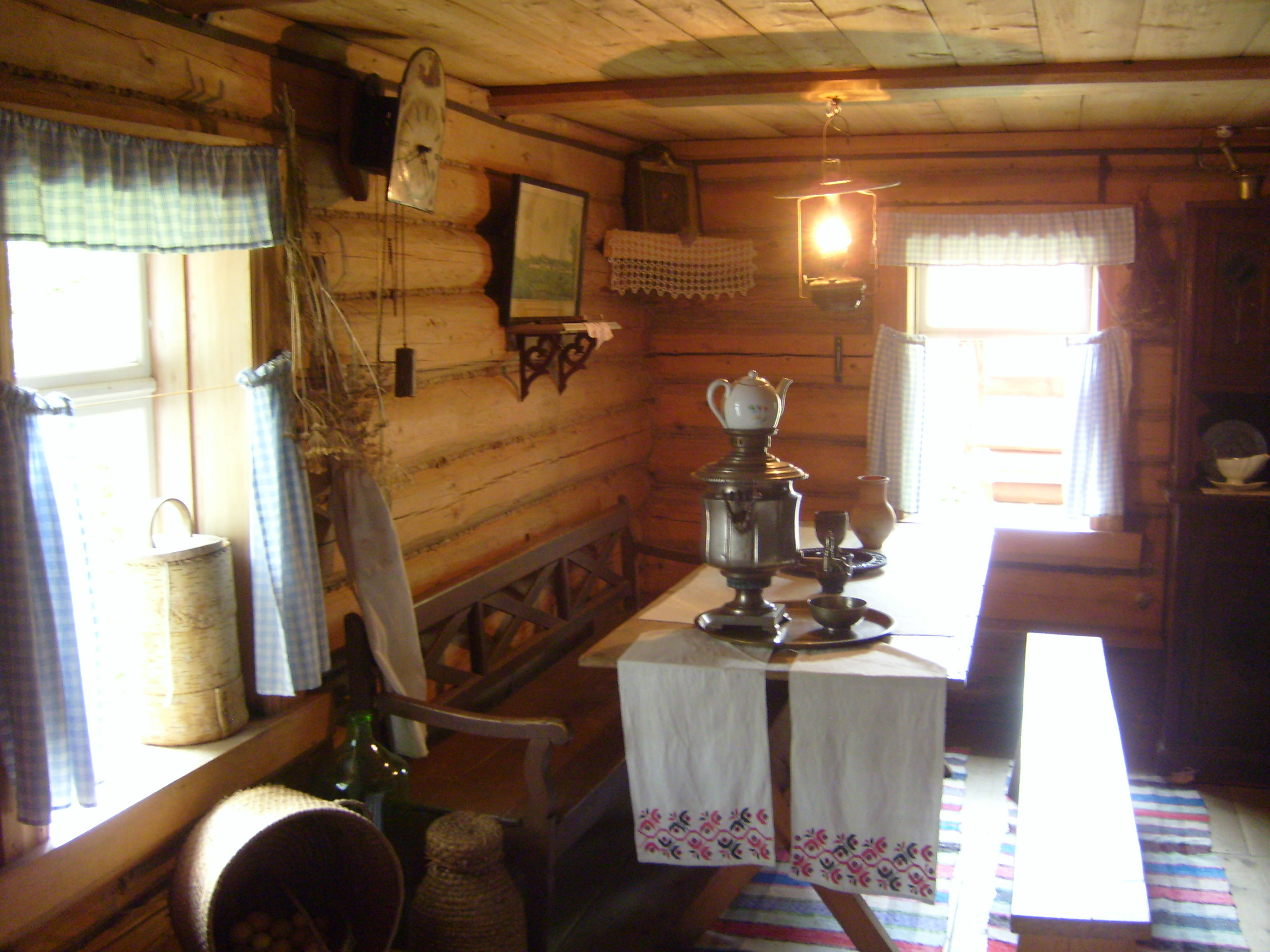
Vue de la cuisine
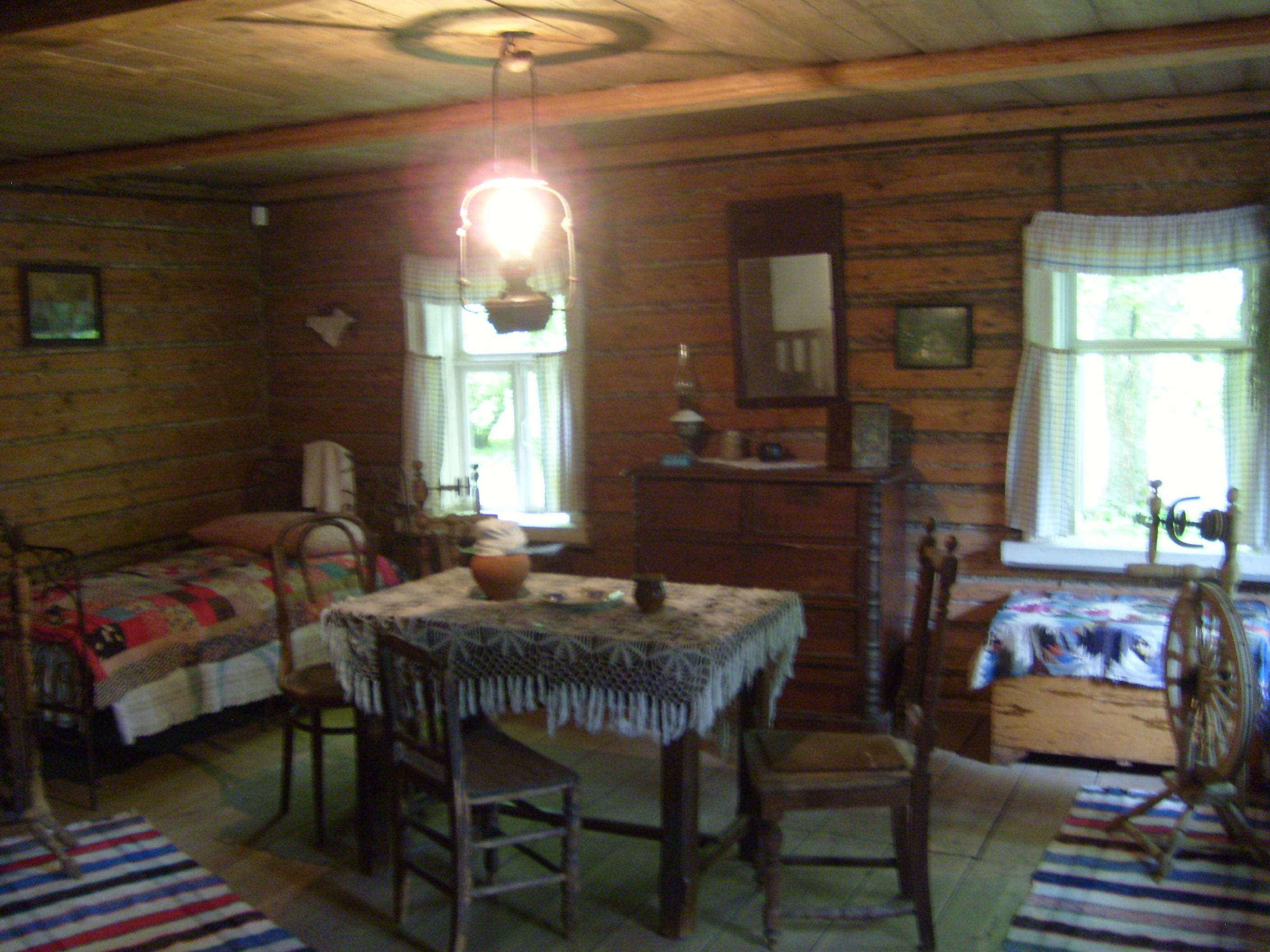
Chambre de domestique
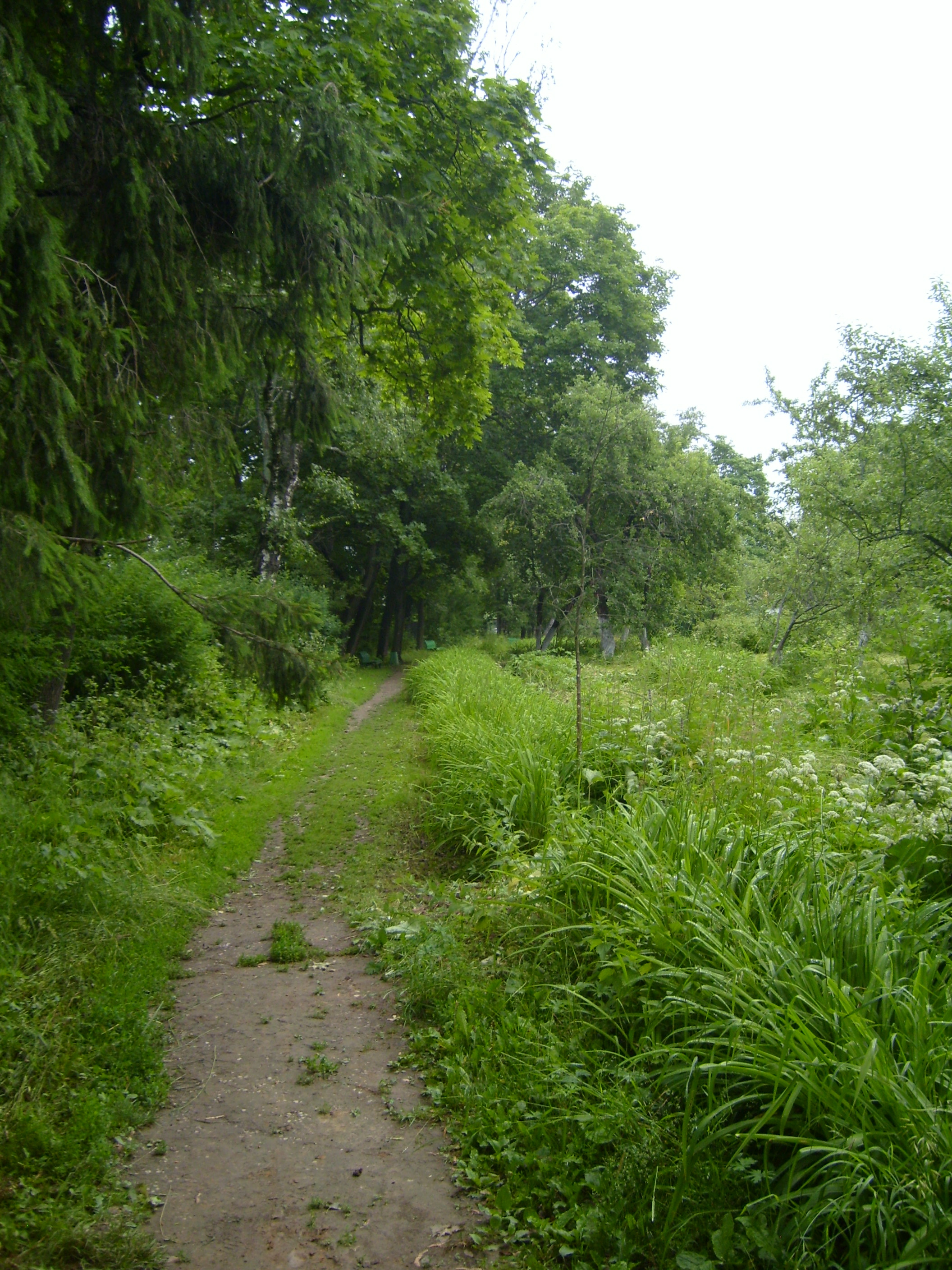
Allée du jardin